# Zygène de la coronille
Zygaena ephialtes
Espèce
La Zygène de la coronille ou Zygène de la coronille variée, Zygaena ephialtes, est une espèce de lépidoptères de la famille des Zygaenidae et de la sous-famille des Zygaeninae.

## Description
C'est un petit papillon diurne pouvant atteindre 4 cm d'envergure. Sa couleur de fond est généralement le noir ou le bleu foncé. Elle est parsemée de taches blanches et jaunes, ou bien rouges, comme l'anneau abdominal. Comme toutes les zygènes, ce papillon est protégé par ses toxines.

## Répartition
Cette espèce se rencontre dans presque toute l'Europe, jusqu'en Russie centrale et méridionale, à l'exception des îles Britanniques, de la Scandinavie et de la Finlande. En Asie, elle vit en Asie mineure jusqu'au nord de la mer Caspienne.